# إريك رايلي
إريك رايلي (بالإنجليزية: Eric Riley)‏ مواليد 2 يونيو 1970 في كليفلاند، هو لاعب كرة سلة محترف أمريكي معتزل بدأ مسيرته الاحترافية في سنة 1993 حيث تم اختياره من قبل فريق دالاس مافيريكس خلال الدرافت، وحمل الرقم 42 و40 و54 و44. يبلغ طوله 7 قدم 0 بوصة (2.1 م). اعتزل اللعب في 2004.

## فرق لعب لها
- هيوستن روكتس
- لوس أنجلوس كليبرز
- مينيسيوتا تيمبر وولفز
- دالاس مافيريكس
- بوسطن سيلتكس
- لياونينغ فلاينج ليباردز

## روابط خارجية
- إريك رايلي على موقع إن بي أي (الإنجليزية)
- إريك رايلي على موقع سبورتس رفرنس (الإنجليزية)
- إريك رايلي على موقع كرة السلة الأوروبية.كوم (الإنجليزية)
- إريك رايلي على موقع كلية كرة السلة في سبورتس رفرنس.كوم (الإنجليزية)
- إريك رايلي على موقع ريلجم (الإنجليزية)
- إريك رايلي على موقع بروبوليرز (الإنجليزية)
- إريك رايلي على موقع سبورتس رفرنس (الإنجليزية)